# Antonia Margherita Merighi

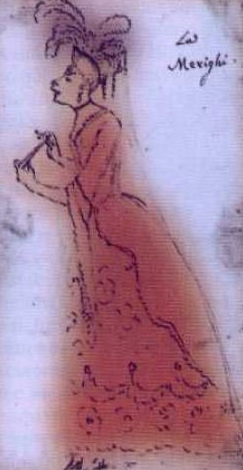
Teckning av Merighi

Antonia Margherita Merighi, född okänt år, död före 1764, var en italiensk kontraalt, aktiv 1711-1740. 
Merighi var länge hovsångerska hos Violanta Beatrice av Bayern vid hovet i Toscana och uppträdde då regelbundet i Florens: hennes första dokumenterade uppträdande var i Florens 1711. Från 1717 turnerade hon runt Italiens stater: hon uppträdde i Bologna, Mantua, Turin, Parma, Modena och regelbundet i Venedig, och 1721–1724 och 1728–1729 framträdde hon i 19 operor i Neapel, ofta i byxroller. Hon framträdde i London 1729–1731 och 1736–1738. Hennes sista dokumenterade framträdande var i München 1740. Merighi var favoriserad av Georg Friedrich Händel, som skrev flera operor för henne. Bland hennes roller fanns Francesco Gasparinis Sesostri 1719 och Händels Lotario 1729.   
Hennes dödsår är inte känt, men hon måste ha avlidit före år 1764, då hennes make, tenoren Carlo Carlani, gifte om sig.